# Strategia penetracji rynku
Strategia penetracji rynku – strategia marketingowa polegająca przede wszystkim na wzmocnieniu swojej pozycji na dotychczasowym rynku oraz zintensyfikowaniu sprzedaży dotychczasowego produktu.

## Działania
Firma może podejmować następujące działania by wzmocnić sprzedaż i swoją pozycję:
- Prowadzenie elastycznej polityki cenowej;
- Obniżenie cen;
- Poprawa jakości usług oraz oferowanych produktów;
- Właściwy dobór kanałów dystrybucji;
- Promocja;
- Aktywizacja sprzedaży.

Strategia ta ma na celu zatrzymanie istniejących klientów oraz zainteresowanie nowych odbiorców. Ma także na celu ochronę istniejącego rynku przed konkurencją. Stosowana jest ona przede wszystkim na rynkach stabilnych i dobrze rozpoznawalnych. Rynek ten jest dobrze nasycony produktem przede wszystkim w późniejszym cyklu życia produktu.